# Julián Alonso
Julián Alonso Pintor (Canet de Mar, 2 agosto 1977) è un allenatore di tennis ed ex tennista spagnolo.

## Carriera

### Tennista
In carriera ha vinto 2 titoli in singolare e 2 titoli di doppio. Nei tornei del Grande Slam ha ottenuto il suo miglior risultato raggiungendo i quarti di finale di doppio all'Open di Francia nel 1998, in coppia con l'ecuadoriano Nicolás Lapentti.
In Coppa Davis ha giocato un totale di 5 partite, ottenendo 3 vittorie e 2 sconfitte.

### Allenatore
Ha allenato ad alto livello sia nel circuito maschile che femminile, tra gli uomini ha affiancato il connazionale Nicolás Almagro e l'italiano Marco Cecchinato mentre tra le donne ha avuto molteplici incarichi tra cui spiccano i nomi di Sabine Lisicki, Zheng Qinwen, Mirjana Lučić-Baroni, Ajla Tomljanović, Varvara Lepchenko, Renata Zarazúa, Leylah Fernandez e infine Arantxa Rus.

## Statistiche

### Singolare

#### Vittorie (2)
| Numero | Anno            | Torneo                           | Superficie  | Avversario in finale | Punteggio |
| 1.     | 9 novembre 1997 | Movistar Open, Santiago del Cile | Terra rossa | Marcelo Ríos         | 6-2, 6-1  |
| 2.     | 14 giugno 1998  | ATP Bologna Outdoor, Bologna     | Terra rossa | Karim Alami          | 6-1, 6-4  |

### Singolare

#### Finali perse (1)
| Numero | Anno           | Torneo                   | Superficie  | Avversario in finale | Punteggio     |
| 1.     | 27 luglio 1997 | Austrian Open, Kitzbühel | Terra rossa | Filip Dewulf         | 6-7, 4-6, 1-6 |

### Doppio

#### Vittorie (2)
| Numero | Anno              | Torneo                             | Superficie  | Compagno       | Avversari in finale               | Punteggio     |
| 1.     | 15 settembre 1997 | Marbella Open, Marbella            | Terra rossa | Karim Alami    | Alberto Berasategui Jordi Burillo | 4-6, 6-3, 6-0 |
| 2.     | 30 agosto 1998    | Waldbaum's Hamlet Cup, Long Island | Cemento     | Javier Sánchez | Brandon Coupe Dave Randall        | 6-4, 6-4      |

### Doppio

#### Finali perse (1)
| Numero | Anno            | Torneo                           | Superficie  | Compagno         | Avversari in finale                 | Punteggio     |
| 1.     | 9 novembre 1997 | Movistar Open, Santiago del Cile | Terra rossa | Nicolás Lapentti | Hendrik Jan Davids Andrew Kratzmann | 6-7, 7-5, 4-6 |